# Lavanttaler Kohlenbergbau

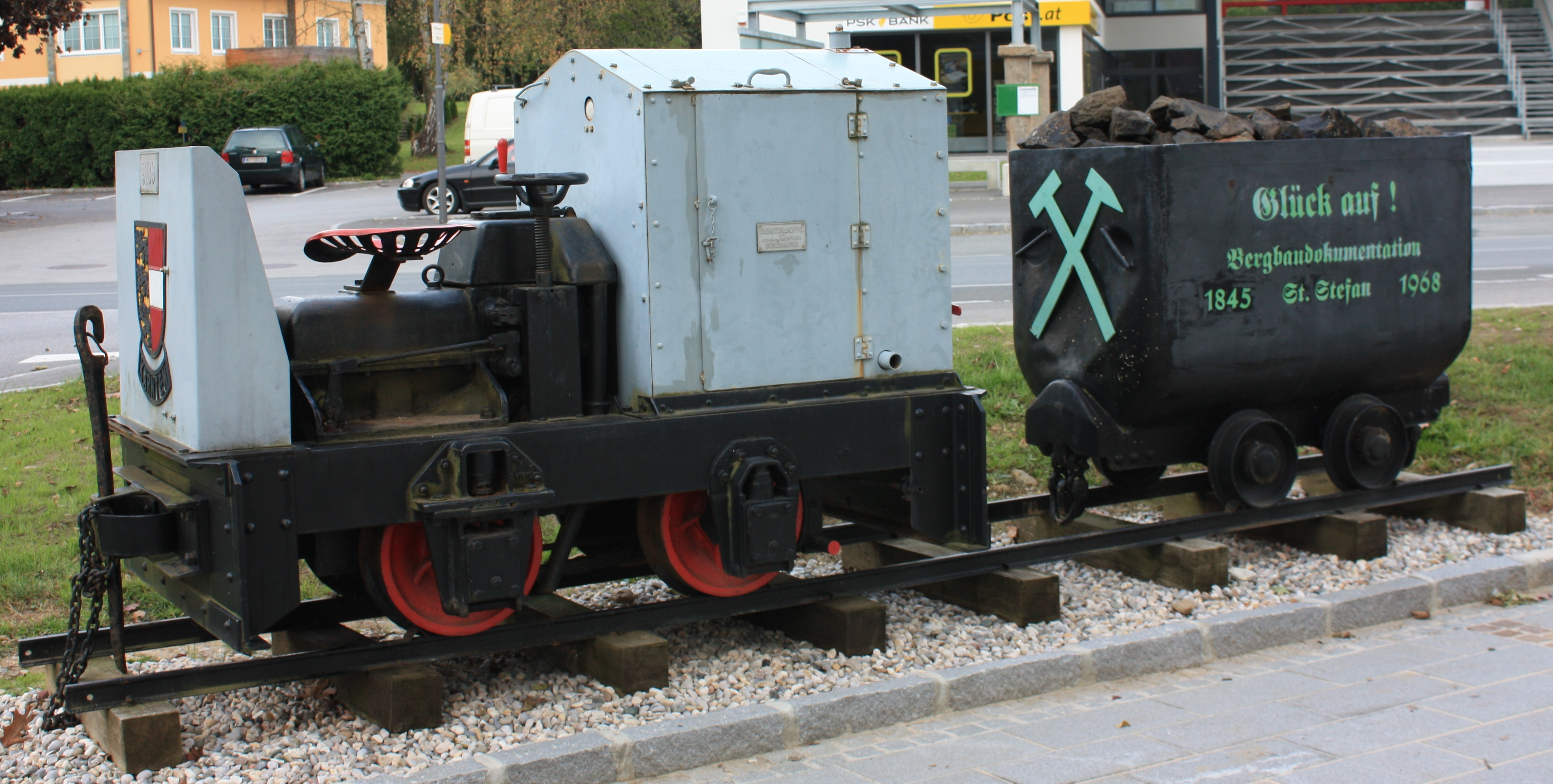
Grubenbahn als Denkmal in St. Stefan im Lavanttal

Die Lavanttaler Kohlenbergbau Ges.m.b.H. (kurz LAKOG) war ein österreichisches Bergbauunternehmen, welches in Wolfsberg sowie St. Stefan im Lavanttal in Kärnten einen Braunkohlebergbau betrieb.

## Geschichte
Bereits für das Jahr 1810 ist ein erster Kohlebergbau in Wiesenau vermerkt. Der Bergbau am St. Stefaner Kohleflöz begann im Jahre 1826 durch Albin Freiherr von Herbert. Dieser ließ 1833 den „Marien-Stollen“ vom südwestlichen Fuße des Rotkogels gegen Osten in das Kohleflöz anschlagen, bald darauf erfolgten die ersten Abbaue durch den „Herbert’schen Braunkohlenbergbau“. 1847 wurde der Bergbau Wiesenau durch den Montanindustriellen Hugo Graf Henckel von Donnersmarck erworben, der in Folge weitere Kohlengruben in der Region erwarb.
1897 erwarben die Grafen Henckel von Donnersmarck (darunter Lazarus Henckel von Donnersmarck) auch den Bergbau von Baron Herbert sowie der Österreichisch-Alpinen Montangesellschaft und schlossen diesen im Jahr 1900 zu Gunsten ihres Bergbaues, welcher mittlerweile den 145 m tief abgeteuften Hauptschacht (später „Alter Schacht“ genannt) umfasste. Der Abbau folgte den aufsteigenden Kohleflözen in Richtung Westen unterhalb des Flusses Lavant durch.
Zu Beginn des Ersten Weltkriegs umfasste der Henckel-Donnersmarck´sche Bergbau die Kohlengruben in St. Stefan, Wiesenau, Wolfsberg, Liescha und Keutschach sowie einen zu dieser Zeit ruhenden Bleierzbergbau in Prävali (heute Prevalje in Slowenien). Hier befand sich auch die Bergdirektion des damals rund 500 Personen beschäftigten Bergbauunternehmens. Nach einem katastrophalen Wassereinbruch im Jahre 1918 ersoff beinahe die gesamte Grube St. Stefan. Der zweite Schacht („Tatzerschacht“) musste dadurch zwischenzeitlich als Förderschacht ausgebaut werden, die Kohle wurde von dort per Seilbahn nach St. Stefan befördert.
Ab 1926 erfolgte der Kohlebergbau nur mehr in der Grube St. Stefan, alle anderen wurden geschlossen bzw. waren ausgekohlt. In der Zeit der Weltwirtschaftskrise konnte der Mitarbeiterstand großteils auf dem Niveau der Jahre vor 1914 gehalten werden. Nach dem Anschluss Österreichs stieg der Eigenbedarf des Unternehmens, so dass zunächst der geschlossene Bergbau Wiesenau wieder aufgenommen und 1941 in St. Marein eine neue Grube erschlossen wurde. Im Jahr 1946 erfolgte die Verstaatlichung des vormals privaten Betriebes, aus welchem die Lavanttaler Kohlenbergbau Ges.m.b.H. (kurz LAKOG) gegründet wurde.
1951 ging das Dampfkraftwerk in St. Andrä in Betrieb und 1957 wurde eine neue zentrale Schachtanlage (Hauptschacht) im Wolfsberger Ortsteil Wolkersdorf mit einer Tiefe von 365 Metern in Betrieb genommen. Die anderen Förderanlagen in St. Stefan, St. Marein sowie die „B-Anlage“ in Kleinrojach wurden daraufhin stillgelegt. Der zentralisierte Abbau der Grube erreichte eine Tiefe von 160 Metern unter dem Meeresspiegel. Die größte Jahresfördermenge wurde 1962 mit über 820.000 Tonnen Braunkohle erbracht, in dieser Zeit arbeiteten rund 2.000 Mitarbeiter bei der LAKOG. Der Abbau erfolgte ausschließlich Unter Tage, größtenteils im sogenannten Bruchbau.
1967 kam es zu einem verheerenden Grubenbrand mit insgesamt fünf Todesopfern, der Betrieb wurde daraufhin im Folgejahr eingestellt und am 31. März 1968 die letzte Schicht gefahren. Die Folgen für das Lavanttal waren aufgrund der vielen nun arbeitslosen Bergmänner „schwerwiegend“.
Die Liquidation der LAKOG zog sich aufgrund des unsicheren Grubengebäudes (Auftreten von Bergschäden) längere Zeit hin. In den 1980er Jahren wurde kurzzeitig an eine Wiederaufnahme des Bergbaus gedacht. Seit dem Jahr 1999 ist die GKB-Bergbau GmbH die Berechtigte für das noch aufrechte Bergbaugebiet der LAKOG und führt Sicherungsmaßnahmen am ehemaligen Bergwerk durch. Bis 2018 mussten insgesamt 8 Millionen Euro in die Absicherung des Bergwerks investiert werden.

## Persönlichkeiten
- Wilhelm Schäringer, öffentlicher Verwalter ab 1950